# Sainte-Anne-de-Beaupré
Saint-Anne-de-Beaupré è un comune del Canada, situato nella provincia del Québec, nella regione di Capitale-Nationale.
Ospita la basilica santuario di Saint-Anne-de-Beaupré.